# Vinjeta
Vinjeta je naljepnica koja služi kao dokaz plaćanja vremenski ograničenog prava na upotrebu određenih vrsta cesta. Plaćanje vinjetom alternativa je naplati u naplatnim kućicama.
Vinjete se također koriste u pomorstvu, odnosno nautičkom turizmu. U Republici Hrvatskoj moraju ih imati strana plovila koja plove hrvatskim morem, a izdaju se u lučkoj kapetaniji.